# Кемп, Шон
Шон Трэвис Кемп-старший (англ. Shawn Travis Kemp Sr., род. 26 ноября 1969 года) — американский профессиональный баскетболист, выступавший в Национальной баскетбольной ассоциации 14 сезонов, за команды «Сиэтл Суперсоникс», «Кливленд Кавальерс», «Портленд Трэйл Блэйзерс» и «Орландо Мэджик». Он шесть раз участвовал в матчах всех звёзд НБА и трижды включался во вторую сборную всех звёзд НБА.

## Ранние годы
Кемп учился в средней школе Конкорд в городе Элкхарт, штат Индиана. Кемп закончил свою школьную карьеру в качестве лучшего бомбардира округа Элкхарт и обладателя рекордов Конкорда по количеству забитых мячей за карьеру, за одну игру и за один сезон. В 1988 году Кемп принял участие в ежегодной показательной игре McDonald’s All-American, вместе с такими известными игроками, как Алонзо Моурнинг.
В выпускном классе Кемп написал письмо о намерении играть в баскетбол в Университете Кентукки. Он сдал экзамены и поступил в университет. Однако в ноябре 1988 году он покинул команду после того, как его обвинили в том, что он заложил две золотые цепочки, которые, якобы, он украл у его товарища по команде, сына тогдашнего главного тренера «Кентукки» Эдди Саттона. После инцидента с цепочками школьный учитель Шона, Джин Хан, уговаривал того поступить в другой в колледж или поехать на год в Европу: «То, что Шон оказался в колледже без баскетбола, который он любил, было, на мой взгляд, большой ошибкой. Мне даже пришло в голову посоветовать ему сразу же отправиться в НБА».

## Карьера в НБА

### Сиэтл Суперсоникс
Шон Кемп был выбран клубом «Сиэтл Суперсоникс» на драфте НБА 1989 года в первом раунде под общим 17 номером. В свой первый сезон Кемп был самым молодым игроком в НБА. Уже начиная со второго сезона он вместе с Гэри Пэйтоном, Сэмом Перкинсом, Детлефом Шремпфом и Нейтом Макмилланом стали очень сильным стартовым составом.
Он играл за национальную сборную США на чемпионате мира 1994 года в Торонто, где завоевал золотую медаль.
Пик карьеры Кемпа пришёл на сезон 1995/96, когда он с командой установили рекорд клуба в 64 победы и дошли до финал НБА. В финале «Соникс» встретились с Майклом Джорданом и его «Чикаго Буллз», которые в сезоне одержали 72 победы. В финальной серии Кемп в среднем за игру набирал по 23,3 очка, делал 10 подборов и 2 блок-шота, однако его команда уступила в шести играх.
Незадолго до сильного возрастания зарплат в НБА Кемп подписал долгосрочный контракт с клубом в результате чего получал намного меньше денег, чем игроки его класса. Руководство клуба отказалось повышать ему зарплату, хотя повысила другому игроку клуба Джиму Макилвейну. Шон пригрозил, что не будет выступать в следующем сезоне и «Суперсоникс» перед сезоном 1997/98 обменяли его. В результате сделки, затрагивающей три команды и четыре игрока Кемп оказался в «Кливленд Кавальерс».

### Кливленд Кавальерс
Кемп провёл три сезона в «Кавальерс», во время которых постоянно боролся с лишним весом. Несмотря на это, в сезоне 1997/98 он установил личный рекорд средней результативности и помог команде выйти в плей-офф, где в первом раунде они проиграли «Индиане Пэйсерс» в четырёх играх. Сам Кемп в серии в среднем за игру набирал 26 очков и делал 13 подборов, а в третей игре набрал 31 очко.
К укороченному из-за локаута сезону 1998/99 Кемп подошёл с весом в 125 кг, однако по словам генерального менеджера Уэйна Эмбри вес центрового был 143 кг. Однако несмотря на избыточный вес Шон в среднем за сезон набирал 20,5 очка за игру и делал 9,2 подбора.

### Портленд Трэйл Блэйзерс
По окончании сезона 1999/2000  Кемпа обменяли в команду «Портленд Трэйл Блэйзерс» в результате сделки с участием трех команд: «Кавальерс» получили Кларенса Уизерспуна, Криса Гэтлинга, Гэри Гранта, а «Хит» — Брайана Гранта. После двух сезонов в составе «Блейзерс» Кемп был отчислен из команды перед началом сезона 2002/2003.

### Орландо Мэджик
Кемп был подписан в качестве свободного агента в команду «Мэджик».

## Статистика

### Статистика в НБА
| Сезон                                                                                    | Команда  | Регулярный сезон | Регулярный сезон | Регулярный сезон | Регулярный сезон | Регулярный сезон | Регулярный сезон | Регулярный сезон | Регулярный сезон | Регулярный сезон | Регулярный сезон | Регулярный сезон | Серия плей-офф | Серия плей-офф | Серия плей-офф | Серия плей-офф | Серия плей-офф | Серия плей-офф | Серия плей-офф | Серия плей-офф | Серия плей-офф | Серия плей-офф | Серия плей-офф |
| Сезон                                                                                    | Команда  | GP               | GS               | MPG              | FG%              | 3P%              | FT%              | RPG              | APG              | SPG              | BPG              | PPG              | GP             | GS             | MPG            | FG%            | 3P%            | FT%            | RPG            | APG            | SPG            | BPG            | PPG            |
| ---------------------------------------------------------------------------------------- | -------- | ---------------- | ---------------- | ---------------- | ---------------- | ---------------- | ---------------- | ---------------- | ---------------- | ---------------- | ---------------- | ---------------- | -------------- | -------------- | -------------- | -------------- | -------------- | -------------- | -------------- | -------------- | -------------- | -------------- | -------------- |
| 1989/90                                                                                  | Сиэтл    | 81               | 1                | 13,8             | 47,9             | 16,7             | 73,6             | 4,3              | 0,3              | 0,6              | 0,9              | 6,5              | Не участвовал  | Не участвовал  | Не участвовал  | Не участвовал  | Не участвовал  | Не участвовал  | Не участвовал  | Не участвовал  | Не участвовал  | Не участвовал  | Не участвовал  |
| 1990/91                                                                                  | Сиэтл    | 81               | 66               | 30,1             | 50,8             | 16,7             | 66,1             | 8,4              | 1,8              | 1,0              | 1,5              | 15,0             | 5              | 5              | 29,8           | 38,6           | 0,0            | 81,5           | 7,2            | 1,2            | 0,6            | 0,8            | 13,2           |
| 1991/92                                                                                  | Сиэтл    | 64               | 23               | 28,3             | 50,4             | 0,0              | 74,8             | 10,4             | 1,3              | 1,1              | 1,9              | 15,5             | 9              | 9              | 37,6           | 47,5           | -              | 76,3           | 12,2           | 0,4            | 0,6            | 1,6            | 17,4           |
| 1992/93                                                                                  | Сиэтл    | 78               | 68               | 33,1             | 49,2             | 0,0              | 71,2             | 10,7             | 2,0              | 1,5              | 1,9              | 17,8             | 19             | 19             | 34,9           | 51,2           | -              | 80,9           | 10,0           | 2,6            | 1,5            | 2,1            | 16,5           |
| 1993/94                                                                                  | Сиэтл    | 79               | 73               | 32,9             | 53,8             | 25,0             | 74,1             | 10,8             | 2,6              | 1,8              | 2,1              | 18,1             | 5              | 5              | 41,2           | 37,1           | -              | 66,7           | 9,8            | 3,4            | 2,0            | 2,4            | 14,8           |
| 1994/95                                                                                  | Сиэтл    | 82               | 79               | 32,7             | 54,7             | 28,6             | 74,9             | 10,9             | 1,8              | 1,2              | 1,5              | 18,7             | 4              | 4              | 40,0           | 57,9           | 100,0          | 82,1           | 12,0           | 2,8            | 2,0            | 1,8            | 24,8           |
| 1995/96                                                                                  | Сиэтл    | 79               | 76               | 33,3             | 56,1             | 41,7             | 74,2             | 11,4             | 2,2              | 1,2              | 1,6              | 19,6             | 20             | 20             | 36,0           | 57,0           | 0,0            | 79,5           | 10,4           | 1,5            | 1,2            | 2,0            | 20,9           |
| 1996/97                                                                                  | Сиэтл    | 81               | 75               | 34,0             | 51,0             | 36,4             | 74,2             | 10,0             | 1,9              | 1,5              | 1,0              | 18,7             | 12             | 12             | 36,8           | 48,6           | 20,0           | 82,9           | 12,3           | 3,0            | 1,2            | 1,3            | 21,6           |
| 1997/98                                                                                  | Кливленд | 80               | 80               | 34,6             | 44,5             | 25,0             | 72,7             | 9,3              | 2,5              | 1,4              | 1,1              | 18,0             | 4              | 4              | 38,0           | 46,5           | -              | 84,4           | 10,3           | 2,0            | 1,3            | 1,0            | 26,0           |
| 1998/99                                                                                  | Кливленд | 42               | 42               | 35,1             | 48,2             | 50,0             | 78,9             | 9,2              | 2,4              | 1,1              | 1,1              | 20,5             | Не участвовал  | Не участвовал  | Не участвовал  | Не участвовал  | Не участвовал  | Не участвовал  | Не участвовал  | Не участвовал  | Не участвовал  | Не участвовал  | Не участвовал  |
| 1999/00                                                                                  | Кливленд | 82               | 82               | 30,3             | 41,7             | 33,3             | 77,6             | 8,8              | 1,7              | 1,2              | 1,2              | 17,8             | Не участвовал  | Не участвовал  | Не участвовал  | Не участвовал  | Не участвовал  | Не участвовал  | Не участвовал  | Не участвовал  | Не участвовал  | Не участвовал  | Не участвовал  |
| 2000/01                                                                                  | Портленд | 68               | 3                | 15,9             | 40,7             | 36,4             | 77,1             | 3,8              | 1,0              | 0,7              | 0,3              | 6,5              | Не участвовал  | Не участвовал  | Не участвовал  | Не участвовал  | Не участвовал  | Не участвовал  | Не участвовал  | Не участвовал  | Не участвовал  | Не участвовал  | Не участвовал  |
| 2001/02                                                                                  | Портленд | 75               | 5                | 16,4             | 43,0             | 0,0              | 79,4             | 3,8              | 0,7              | 0,6              | 0,4              | 6,1              | 3              | 0              | 11,7           | 28,6           | -              | 70,0           | 2,7            | 0,0            | 0,3            | 0,0            | 3,7            |
| 2002/03                                                                                  | Орландо  | 79               | 54               | 20,7             | 41,8             | 0,0              | 74,2             | 5,7              | 0,7              | 0,8              | 0,4              | 6,8              | 7              | 0              | 10,3           | 38,1           | -              | 83,3           | 2,1            | 0,0            | 0,0            | 0,0            | 3,0            |
|                                                                                          | Всего    | 1051             | 727              | 27,9             | 48,8             | 27,7             | 74,1             | 8,4              | 1,6              | 1,1              | 1,2              | 14,6             | 88             | 78             | 33,4           | 49,8           | 20,0           | 79,7           | 9,7            | 1,8            | 1,1            | 1,6            | 17,3           |
| Наведите курсор мыши на аббревиатуры в заголовке таблицы, чтобы прочесть их расшифровку. |          |                  |                  |                  |                  |                  |                  |                  |                  |                  |                  |                  |                |                |                |                |                |                |                |                |                |                |                |